# Lushins Verteidigung (Film)
Lushins Verteidigung ist ein romantisches Drama aus dem Jahr 2000 unter der Regie von Marleen Gorris mit John Turturro und Emily Watson in den Hauptrollen. Im Mittelpunkt des Films stehen ein psychisch angeschlagener Schachgroßmeister und die junge Frau, die er bei einem Weltklasseturnier in Italien kennenlernt. Das Drehbuch basiert auf dem Roman Lushins Verteidigung von Vladimir Nabokov.

## Handlung
Anfang der 1920er Jahre kommt der begabte, aber gequälte Schachspieler Aleksandr Ivanovich ‘Sascha’ Lushin in eine norditalienische Stadt, um an einem internationalen Schachwettbewerb teilzunehmen. Vor dem Turnier lernt er Natalia Katkov kennen, in die er sich fast sofort verliebt. Sie wiederum findet seine Art anziehend und die beiden beginnen, sich trotz der Missbilligung ihrer Mutter zu treffen.
Neben Lushin nimmt auch Dottore Salvatore Turati an der Meisterschaft teil, der von Leo Valentinov angesprochen wird, einem Russen, der Luschins ehemaliger Schachlehrer aus dem vorrevolutionären Russland ist. Valentinov erklärt dem Italiener, dass Luschin nicht mit Druck umgehen kann und deutet an, dass er dafür sorgen wird, dass sein ehemaliges Wunderkind aus dem Turnier ausscheidet, um Turati eine Siegchance zu geben.
Der Wettkampf beginnt schlecht für Lushin, der durch die Anwesenheit seines ehemaligen Freundes und Trainers verunsichert ist. Er kämpft sich durch die ersten Runden, gewinnt aber bald wieder, als seine Beziehung zu Katkov enger und intimer wird. Sie teilt ihren Eltern mit, dass sie ihn heiraten wird. In der Zwischenzeit erreicht Lushin das Finale und trifft dort auf Turati.
Im Finale verliert der russische Emigrant jedoch gegen die Uhr und das Spiel wird abgebrochen. Außerhalb des Stadions wird er von einem Komplizen Valentinovs entführt und auf dem Land ausgesetzt. Sein ehemaliger Lehrer weiß, dass ihn die Erinnerung daran, dass seine Eltern ihn vor vielen Jahren verlassen haben, völlig aus der Bahn werfen wird. Lushin irrt ziellos umher, bis er zusammenbricht und von einer Gruppe Schwarzhemden gefunden wird.
Mit völliger geistiger Erschöpfung wird Lushin ins Krankenhaus gebracht. Der Arzt teilt Katkow mit, dass er sterben werde, wenn er weiter Schach spiele, da er süchtig nach dem Spiel sei und es sein ganzes Wesen auffresse. Doch auch während seiner Genesung kommt Valentinov mit einem Schachbrett vorbei und ermutigt Lushin, die Partie gegen den Italiener Turati zu beenden. Natalia verteidigt ihren Geliebten, bittet ihn aber, die Partie aufzugeben. Lushin scheint sich darauf einzulassen.
Schließlich wird Lushin aus dem Krankenhaus entlassen. Er und Natalia beschließen, so bald wie möglich zu heiraten. Am Morgen der Hochzeit wird Lushin jedoch von Walentinow in ein Auto gesetzt, der ihm mitteilt, dass es noch eine Kleinigkeit gäbe, die das Spiel beenden würde. Erschrocken springt Lushin aus dem Auto. Benommen, verletzt und geistig verwirrt stolpert er zurück zum Hotel, wo er versucht, die restlichen gläsernen Schachfiguren auszugraben, die er vor Jahren auf dem Gelände vergraben hat (1:36:39 „Ich habe den König, aber ich brauche die ganze Armee...“), aber er findet sie nicht.
Lushin sitzt in seinem schmutzigen Hochzeitsanzug in seinem Zimmer, während Natalia und das Hotelpersonal versuchen, die Tür zu öffnen. Doch bevor sie eintreten können, stürzt sich der verwirrte Schachgroßmeister aus dem Fenster seines Zimmers und stirbt. Der tragische Tod wird von Valentinov beobachtet, der gerade mit dem Auto angekommen ist.
Der Film endet im Spielsaal, wo Natalia die Partie mit Hilfe der Notizen ihres Verlobten beendet. Sie findet die Papiere in seiner Tasche und ein erfahrener Schachspieler erklärt ihr, was es mit den Notizen auf sich hat. Bei einem verabredeten Treffen unter vier Augen spielt sie gegen Turati, der genau das tut, was Lushin erwartet hat, und verliert. Katkow und Turati verlassen daraufhin den Ort und erkennen den Pyrrhussieg und das Genie Lushins an.

## Produktion
Nabokov stützte sich in Lushins Verteidigung auf das Leben des deutschen Schachmeisters Curt von Bardeleben, der 1924 scheinbar Selbstmord beging, indem er aus einem Fenster sprang.
Der Film wurde acht Wochen lang an Originalschauplätzen in Italien gedreht, die Innenaufnahmen und Rückblenden wurden in Budapest gedreht. Das Hotel in Italien ist die Villa Erba in Cernobbio am Ufer des Comer Sees. Die Außenaufnahmen des Rathauses und der örtlichen italienischen Straßen wurden in Bergamo gedreht, wo die Produktion drei Tage lang die citta vecchia übernahm und viele Einheimische als Statisten einstellte. Auch Budapest bot atemberaubende Drehorte für den Film. Das Innere des Rathauses war ein altes Museum, und mehrere halb verlassene Gebäude boten sich an, um sowohl das St. Petersburg der Jahrhundertwende als auch das Italien der zwanziger Jahre darzustellen.

### Unterschiede zum Roman
Im Roman wird Valentinovs Vorname nie erwähnt. Luschins Vorname hingegen wird erst in den letzten Sätzen enthüllt. Ein weiterer Unterschied besteht darin, dass der Roman mit Luschins Selbstmord endet, womit sein Spiel nie beendet wäre.

## Finales Spiel
|   | a | b | c | d | e | f | g | h |   |
| 8 |   |   |   |   |   |   |   |   | 8 |
| 7 |   |   |   |   |   |   |   |   | 7 |
| 6 |   |   |   |   |   |   |   |   | 6 |
| 5 |   |   |   |   |   |   |   |   | 5 |
| 4 |   |   |   |   |   |   |   |   | 4 |
| 3 |   |   |   |   |   |   |   |   | 3 |
| 2 |   |   |   |   |   |   |   |   | 2 |
| 1 |   |   |   |   |   |   |   |   | 1 |
|   | a | b | c | d | e | f | g | h |   |

Weiß am Zug
Im Film wurden die letzten Züge von Lushin von seiner Verlobten ausgeführt. Das Turnier war unterbrochen worden, nachdem Lushin einen Nervenzusammenbruch erlitten hatte, der durch extreme Anspannung verursacht worden war. Am selben Tag, an dem er heiraten wollte, beging er Selbstmord, indem er vom Balkon seines Hotels sprang. Seine Verlobte fand später einen Zettel in seiner Jacke, auf dem er seine geplanten letzten Züge gegen Turati notiert hatte. Die Schachstellung, die sie für das Endspiel zwischen Turati und Lushin spielen, ist bereits eine Gewinnstellung für Schwarz (Luschin), auch wenn Schwarz Materialrückstand hat. Durch das Spiel 1. Kg4 (im Gegensatz zu 1. Kf2) läuft Weiß in ein erzwungenes Schachmatt mit einem Turmopfer:
1. Kg4 f5+
2. Kg5 Kg7 Wenn 2. Kh4 Le7#
3. Sd5 Th3!
4. gxh3 h6+
5. Kh4 Lf2#
1. Kf2 statt 1. Kg4 führt zu schwerem Materialverlust:
1. Kf2 Txc3+
2. Ke1 Txc1+
und Schwarz ist mit einem Turm im Vorteil.

## Synchronsprecher
| Rolle               | Darsteller           | Deutscher Sprecher       |
| ------------------- | -------------------- | ------------------------ |
| Lushin              | John Turturro        | Stefan Fredrich          |
| Natalia             | Emily Watson         | Heidrun Bartholomäus     |
| Vera                | Geraldine James      | Kerstin Sanders-Dornseif |
| Valentinov          | Stuart Wilson        | Wolfgang Condrus         |
| Stassard            | Christopher Thompson | Tom Vogt                 |
| Turati              | Fabio Sartor         | N.N.                     |
| Ilya                | Peter Blythe         | Lothar Blumhagen         |
| Anna                | Orla Brady           | Antje von der Ahe        |
| Lushins Vater       | Mark Tandy           | Bernd Vollbrecht         |
| Lushins Mutter      | Kelly Hunter         | Christin Marquitan       |
| Lushin als Kind     | Alexander Hunting    | Robert Mueller-Stahl     |
| Erster Offizieller  | Alfredo Pea          | Dirk Müller              |
| Zweiter Offizieller | Fabio Pasquini       | N.N.                     |
| Santucci            | Luigi Petrucci       | Gerhard Paul             |
| Hotelmanager        | Carlo Greco          | Christian Rode           |
| Schneider           | Massimo Sarchielli   | Georg Tryphon            |

## Soundtrack
| Nr.          | Titel                              |                   | Länge |
| ------------ | ---------------------------------- | ----------------- | ----- |
| 1            | The Luzhin Defence                 | Alexandre Desplat | 3:07  |
| 2            | Love Theme From The Luzhin Defence | Alexandre Desplat | 2:18  |
| 3            | The Arrival                        | Alexandre Desplat | 1:26  |
| 4            | Memories Of Russia                 | Alexandre Desplat | 5:23  |
| 5            | Dancing On The Lake                | Alexandre Desplat | 2:25  |
| 6            | Alexander And Natalia              | Alexandre Desplat | 2:29  |
| 7            | The Dark Side Of Chess             | Alexandre Desplat | 3:44  |
| 8            | The Red Dress                      | Alexandre Desplat | 2:52  |
| 9            | Leaving Childhood                  | Alexandre Desplat | 4:44  |
| 10           | Luzhin Dreams                      | Alexandre Desplat | 3:48  |
| 11           | I Need A Defence                   | Alexandre Desplat | 3:13  |
| 12           | Natalia’s Eyes                     | Alexandre Desplat | 3:23  |
| 13           | Valentinov                         | Alexandre Desplat | 1:46  |
| 14           | The Glass King                     | Alexandre Desplat | 4:18  |
| 15           | Checkmate                          | Alexandre Desplat | 3:28  |
| 16           | Waltz No. 2 From Jazz Suite No. 2  | Alexandre Desplat | 3:52  |
| Gesamtlänge: | Gesamtlänge:                       | Gesamtlänge:      | 53:06 |

## Veröffentlichung
Der Film kam am 8. September 2000 in 59 Kinos im Vereinigten Königreich in die Kinos und spielte an seinem Eröffnungswochenende 59.779 £ ein, was Platz 15 an den britischen Kinokassen bedeutete. In Deutschland wurde der Film am 5. September 2002 veröffentlicht.

## Kritiken
Roger Ebert schrieb über den Film: „Der Film ist elegisch und traurig, wunderschön montiert, aber nicht so fesselnd wie er sein sollte.“
Für die New York Times schrieb Anthony Oliver Scott: „Die Liebesgeschichte wird von Herrn Turturro und Frau Watson rührend und überzeugend gespielt. Ihre seltsamen, attraktiven Gesichter und ihr leicht nervöser Spielstil scheinen sich perfekt zu ergänzen, und ihre Romanze ist eine willkommene Abwechslung zu dem üblichen mechanischen Werben der Filmstars. Keiner der beiden scheint auch nur einen Funken Eitelkeit zu besitzen, und Turturro, der im Laufe seiner Karriere eine beeindruckende Reihe von Spinnern, Exzentrikern, Verrückten und Grenzgängern gespielt hat, liefert eine wunderbare Leistung in einer schwierigen Rolle.“

## Auszeichnungen
| Auszeichnung                              | Jahr | Kategorie                    | Empfänger      | Resultat  |
| ----------------------------------------- | ---- | ---------------------------- | -------------- | --------- |
| British Independent Film Awards           | 2000 | Beste Hauptdarstellerin      | Emily Watson   | Nominiert |
| London Critics’ Circle Film Award         | 2001 | Beste britische Darstellerin | Emily Watson   | Nominiert |
| Luchon International Film Festival        | 2001 | Grand Prize Cinema           | Marleen Gorris | Gewonnen  |
| Cinéfest Sudbury                          | 2000 | Audience Award               | Marleen Gorris | Gewonnen  |
| Love is Folly International Film Festival | 2001 | Golden Aphrodite             | Marleen Gorris | Gewonnen  |